# Božkov (Pilzno)
Božkov – część ustawowego miasta Pilzna, położona w jego w południowo-wschodniej części. Leży na terenie gminy katastralnej Pilzno 2.